# Cantherhines cerinus
Cantherhines cerinus là một loài cá biển thuộc chi Cantherhines trong họ Cá bò giấy. Loài cá này được mô tả lần đầu tiên vào năm 2011.

## Từ nguyên
Tính từ định danh cerinus trong tiếng Latinh nghĩa là "phớt vàng", hàm ý đề cập đến màu mẫu vật khi còn tươi của loài cá này.

## Phân bố và môi trường sống
C. cerinus hiện chỉ được biết đến tại 3 địa điểm thuộc vùng biển Philippines: ngoài khơi Bolinao (Luzon), đảo Busuanga và Batangas. Chúng được tìm thấy trên các rạn san hô ở độ sâu 22–34 m.

## Mô tả
Chiều dài cơ thể lớn nhất được ghi nhận ở C. cerinus là 12 cm.
Số gai vây lưng: 2; Số tia vây lưng: 33; Số gai vây hậu môn: 0; Số tia vây hậu môn: 30–31.